# Liste der kreisfreien Städte und Stadtkreise Deutschlands einschließlich in den bis 1945 abgetretenen Gebieten
Bei den folgenden Listen werden alle kreisfreien Städte bzw. Stadtkreise, die im Deutschen Reich seit der Gründung 1871 lagen, aufgeführt. Es sind auch die Städte aufgeführt, die 1871 im Deutschen Reich lagen und später abgetreten wurden. Außerdem sind die kreisfreien Städte und Stadtkreise aufgeführt, die kurz vor und während des 2. Weltkrieges annektiert oder an das Deutsche Reich angeschlossen wurden. Auf die Stadtkreise, die nicht annektiert wurden jedoch als CdZ-Gebiete verwaltet wurden, werden nicht aufgeführt. Alle derzeit in Der Bundesrepublik Deutschland liegenden kreisfreien Städte bzw. Stadtkreise werden in der Liste farblich hervorgehoben.

## Stadtkreise in Deutschland
Die Bezeichnungen für die Stadtkreise in Deutschland waren sehr unterschiedlich. Sie reichten von (selbst- oder eigenständige) Stadt über kreisunmittelbare Stadt, kreisfreie Stadt, Residenzstadt, Immediatstadt bis hin zu dem heute noch in Baden-Württemberg gebräuchlichen Stadtkreis.
Auch die Regelungen für die Hervorhebung bestimmter Städte durch Ausgliederung aus den sie umgebenden Ämtern, Amtsbezirken, Bezirksämtern, Kreisen etc. sind und waren in den verschiedenen Ländern des Deutschen Reiches und der Bundesrepublik Deutschland sehr unterschiedlich. Daher wird hier auf die Angabe der Städte in Lippe, Mecklenburg-Schwerin und Mecklenburg-Strelitz, die allesamt amtsfrei waren, ggf. bis zu dem jeweiligen Zeitpunkt verzichtet, an dem sie zu einem Stadtkreis, der mit den anderen Stadtkreisen bzw. kreisfreien Städten vergleichbar ist, wurden.

## Sonderfälle
Für die Städte Aachen, Göttingen, Hannover und Saarbrücken gelten Sonderregelungen. Sie wurden entweder in einen Kommunalverband besonderer Art oder – im Fall Göttingen – in den gleichnamigen Landkreis mit dem Behalt von Sonderrechten eingegliedert.

## Abkürzungen
- A = Auflösung
- N = Neubildung
- NÄ = Namensänderung
- (grt) = größtenteils (in der Regel der Teil mit der ehemaligen Kreisstadt)
- (t) = teilweise
-  = aktuelle kreisfreie Stadt

## A
| kreisfreie Stadt | Datum      | Neubildung                                | Datum      | Auflösung                   |
| ---------------- | ---------- | ----------------------------------------- | ---------- | --------------------------- |
| Aachen           |            |                                           | 21.10.2009 | A > Städteregion Aachen (t) |
| Allenstein       | 01.04.1910 | N < Landkreis Allenstein                  | 1945       | unter polnischer Verwaltung |
| Altenburg        | 01.04.1900 | N < Verwaltungsbezirk Altenburg (t)       | 01.07.1950 | A > Landkreis Altenburg     |
| Altona           |            |                                           | 01.04.1938 | A > Hamburg                 |
| Amberg           |            |                                           |            |                             |
| Ansbach          |            |                                           |            |                             |
| Apolda           | 01.10.1922 | N < Verwaltungsbezirk Apolda (t)          | 01.07.1950 | A > Landkreis Weimar        |
| Arnstadt         | 01.10.1912 | N < Verwaltungsbezirk Arnstadt (t)        | 01.07.1950 | A > Landkreis Arnstadt      |
| Aschaffenburg    |            |                                           |            |                             |
| Aschersleben     | 01.04.1901 | N < Kreis Quedlinburg (t)                 | 01.07.1950 | A > Landkreis Bernburg      |
| Aue              | 30.06.1924 | N < Amtshauptmannschaft Schwarzenberg (t) | ca. 1946   | A > Landkreis Aue           |
| Augsburg         |            |                                           |            |                             |
| Aussig           | 09.10.1938 | Angliederung an das Deutsche Reich        | 1945       | an die Tschechoslowakei     |

## B
| kreisfreie Stadt         | Datum      | Neubildung                                                   | Datum      | Auflösung                     |
| ------------------------ | ---------- | ------------------------------------------------------------ | ---------- | ----------------------------- |
| Baden-Baden              | 29.06.1939 | N < Landkreis Rastatt (t)                                    |            |                               |
| Bad Kissingen            | 01.01.1908 | N < Bezirksamt Bad Kissingen (t)                             | 01.04.1940 | A > Landkreis Bad Kissingen   |
| Bad Kissingen            | 01.04.1948 | N < Landkreis Bad Kissingen (t)                              | 01.07.1972 | A > Landkreis Bad Kissingen   |
| Bad Reichenhall          | 01.04.1929 | N < Bezirksamt Berchtesgaden (t)                             | 01.04.1940 | A > Landkreis Berchtesgaden   |
| Bad Reichenhall          | 01.04.1948 | N < Landkreis Berchtesgaden (t)                              | 01.07.1972 | A > Landkreis Bad Reichenhall |
| Bad Salzuflen            |            |                                                              | 01.04.1934 | A > Kreis Lemgo               |
| Bamberg                  |            |                                                              |            |                               |
| Barmen                   |            |                                                              | 01.08.1929 | A > Barmen-Elberfeld          |
| Barmen-Elberfeld         | 01.08.1929 | N < Barmen, Elberfeld und Kreise Lennep (t) und Mettmann (t) | 25.01.1930 | NÄ > Wuppertal                |
| Barntrup                 |            |                                                              | 01.04.1932 | A > Kreis Lemgo               |
| Bautzen                  | 01.01.1915 | N < Amtshauptmannschaft Bautzen (t)                          | ca. 1946   | A > Landkreis Bautzen         |
| Bayreuth                 |            |                                                              |            |                               |
| Bergedorf                | 02.01.1924 | N < Landherrenschaft Bergedorf (t)                           | 01.04.1938 | A > Hamburg                   |
| Berlin                   |            |                                                              |            |                               |
| Berlin-Schöneberg        | 1912       | NÄ < Schöneberg                                              | 01.10.1920 | A > Berlin                    |
| Berlin-Wilmersdorf       | 1912       | NÄ < Deutsch-Wilmersdorf                                     | 01.10.1920 | A > Berlin                    |
| Bernburg (Saale)         | 13.04.1933 | N < Landkreis Bernburg (t)                                   | 01.07.1950 | A > Landkreis Bernburg        |
| Beuthen                  | 01.04.1890 | N < Kreis Beuthen                                            | 1945       | unter polnischer Verwaltung   |
| Bielefeld                | 01.10.1878 | N < Kreis Bielefeld (t)                                      |            |                               |
| Blomberg                 |            |                                                              | 01.04.1932 | A > Kreis Detmold             |
| Bocholt                  | 01.09.1923 | N < Kreis Borken (t)                                         | 01.01.1975 | A > Kreis Borken              |
| Bochum                   | 24.05.1876 | N < Kreis Bochum (t)                                         |            |                               |
| Bonn                     | 01.10.1887 | N < Kreis Bonn (t)                                           |            |                               |
| Bottrop                  | 01.01.1921 | N < Landkreis Recklinghausen (t)                             |            |                               |
| Brandenburg an der Havel | 01.04.1881 | N < Kreis Westhavelland (t)                                  |            |                               |
| Braunschweig             | 01.04.1925 | N < Landkreis Braunschweig                                   |            |                               |
| Bremen                   |            |                                                              |            |                               |
| Bremerhaven              |            |                                                              | 01.11.1939 | A > Wesermünde                |
| Bremerhaven              | 01.01.1947 | NÄ < Wesermünde                                              |            |                               |
| Breslau                  | 1816       |                                                              | 1945       | unter polnischer Verwaltung   |
| Brieg                    | 01.04.1907 | N < Kreis Brieg                                              | 1945       | unter polnischer Verwaltung   |
| Bromberg                 | 29.05.1875 | N < Kreis Bromberg                                           | 10.01.1920 | Umgliederung an Polen         |
| Bromberg                 | 26.10.1939 | Annexion durch das Deutsche Reich                            | 1945       | an Polen                      |
| Bückeburg                |            |                                                              | 01.04.1934 | A > Kreis Bückeburg           |
| Buer                     | 01.02.1912 | N < Landkreis Recklinghausen (t)                             | 01.04.1928 | A > Gelsenkirchen-Buer        |
| Burg                     | 01.06.1924 | N < Landkreis Jerichow I (t)                                 | 01.07.1950 | A > Landkreis Burg            |

## C
| kreisfreie Stadt | Datum      | Neubildung                           | Datum      | Auflösung                |
| ---------------- | ---------- | ------------------------------------ | ---------- | ------------------------ |
| Cassel           |            |                                      | 1926       | NÄ > Kassel              |
| Castrop-Rauxel   | 01.04.1928 | N < Landkreis Dortmund (t)           | 01.01.1975 | A > Kreis Recklinghausen |
| Celle            | 01.04.1885 | N < Steuerkreis Celle (t)            | 01.01.1973 | A > Landkreis Celle      |
| Charlottenburg   | 01.01.1877 | N < Kreis Teltow (t)                 | 01.10.1920 | A > Berlin               |
| Chemnitz         | 15.10.1874 | N < Amtshauptmannschaft Chemnitz (t) | 10.05.1953 | NÄ > Karl-Marx-Stadt     |
| Chemnitz         | 01.01.1990 | NÄ < Karl-Marx-Stadt                 |            |                          |
| Coblenz          | 01.10.1887 | N < Kreis Coblenz (t)                | 1926       | NÄ > Koblenz             |
| Coburg           |            |                                      |            |                          |
| Cöln             |            |                                      | 1919       | NÄ > Köln                |
| Cottbus          | 27.10.1886 | N < Kreis Cottbus (t)                | 01.07.1950 | A > Landkreis Cottbus    |
| Cottbus          | 01.03.1954 | N < Landkreis Cottbus (t)            |            |                          |
| Crefeld          | 14.10.1872 | N < Kreis Crefeld (t)                | 1929       | NÄ > Krefeld             |
| Crimmitschau     | 01.07.1924 | N < Amtshauptmannschaft Werdau (t)   | ca. 1946   | A > Landkreis Zwickau    |
| Cuxhaven         | 02.01.1924 | N < Landherrenschaft Ritzebüttel (t) | 01.08.1977 | A > Landkreis Cuxhaven   |

## D
| kreisfreie Stadt       | Datum      | Neubildung                                         | Datum      | Auflösung                              |
| ---------------------- | ---------- | -------------------------------------------------- | ---------- | -------------------------------------- |
| Danzig                 |            |                                                    | 10.01.1920 | Freie Stadt unter Völkerbundverwaltung |
| Danzig                 | 26.10.1939 | Annexion durch das Deutsche Reich                  | 1945       | an Polen                               |
| Darmstadt              | 01.11.1938 | N < Kreis Darmstadt (t)                            |            |                                        |
| Deggendorf             | 01.10.1879 | N < Bezirksamt Deggendorf (t)                      | 01.04.1940 | A > Landkreis Deggendorf               |
| Deggendorf             | 01.04.1948 | N < Landkreis Deggendorf (t)                       | 01.07.1972 | A > Landkreis Deggendorf               |
| Delmenhorst            | 24.02.1903 | N < Amt Delmenhorst (t)                            |            |                                        |
| Dessau                 | 13.04.1933 | N < Kreis Dessau-Köthen (t)                        | 01.07.2007 | A > Dessau-Roßlau                      |
| Dessau-Roßlau          | 01.07.2007 | N < Dessau und Landkreis Anhalt-Zerbst (t)         |            |                                        |
| Detmold                |            |                                                    | 01.04.1934 | A > Kreis Detmold                      |
| Deutsch-Wilmersdorf    | 01.04.1907 | N < Kreis Teltow (t)                               | 1912       | NÄ > Berlin-Wilmersdorf                |
| Dillingen an der Donau | 01.04.1878 | N < Bezirksamt Dillingen an der Donau (t)          | 01.04.1940 | A > Landkreis Dillingen an der Donau   |
| Dillingen an der Donau | 01.04.1948 | N < Landkreis Dillingen an der Donau (t)           | 01.07.1972 | A > Landkreis Dillingen an der Donau   |
| Dinkelsbühl            |            |                                                    | 01.04.1940 | A > Landkreis Dinkelsbühl              |
| Döbeln                 | 01.04.1924 | N < Amtshauptmannschaft Döbeln (t)                 | ca. 1946   | A > Landkreis Döbeln                   |
| Donauwörth             |            |                                                    | 01.04.1940 | A > Landkreis Donauwörth               |
| Dortmund               | 15.02.1875 | N < Kreis Dortmund (t)                             |            |                                        |
| Dresden                | 15.10.1874 | N < Amtshauptmannschaft Dresden (t)                |            |                                        |
| Duisburg               | 24.01.1874 | N < Kreis Duisburg (grt)                           | 01.08.1929 | A > Duisburg-Hamborn                   |
| Duisburg               | 01.04.1935 | NÄ < Duisburg-Hamborn                              |            |                                        |
| Duisburg-Hamborn       | 01.08.1929 | N < Duisburg, Hamborn und Landkreis Düsseldorf (t) | 01.04.1935 | NÄ > Duisburg                          |
| Düsseldorf             | 1872       | N < Landkreis Düsseldorf                           |            |                                        |

## E
| kreisfreie Stadt | Datum      | Neubildung                                | Datum      | Auflösung                   |
| ---------------- | ---------- | ----------------------------------------- | ---------- | --------------------------- |
| Eberswalde       | 01.04.1911 | N < Kreis Oberbarnim (t)                  | 01.07.1950 | A > Landkreis Oberbarnim    |
| Eger             | 01.05.1939 | N < Landkreis Eger                        | 1945       | an Tschechoslowakei         |
| Eichstätt        |            |                                           | 01.04.1940 | A > Landkreis Eichstätt     |
| Eichstätt        | 01.04.1948 | N < Landkreis Eichstätt (t)               | 01.07.1972 | A > Landkreis Eichstätt     |
| Eisenach         | 01.10.1922 | N < III. Verwaltungsbezirk (Eisenach) (t) | 01.07.1950 | A > Landkreis Eisenach      |
| Eisenach         | 01.01.1998 | N < Wartburgkreis (t)                     | 01.07.2021 | A > Wartburgkreis           |
| Eisenhüttenstadt | 13.11.1961 | N < Stalinstadt und Kreis Fürstenberg (t) | 06.12.1993 | A > Landkreis Oder-Spree    |
| Eisleben         | 01.04.1908 | N < Mansfelder Seekreis (t)               | 01.07.1950 | A > Landkreis Eisleben      |
| EKO-Wohnstadt    | 01.02.1953 | N < Kreis Fürstenberg (t)                 | 07.05.1953 | NÄ > Stalinstadt            |
| Elberfeld        |            |                                           | 01.08.1929 | A > Barmen-Elberfeld        |
| Elbing           | 01.01.1874 | N < Kreis Elbing                          | 1945       | unter polnischer Verwaltung |
| Emden            | 01.04.1885 | N < Steuerkreis Emden (t)                 |            |                             |
| Erfurt           | 01.01.1872 | N < Kreis Erfurt (t)                      |            |                             |
| Erlangen         |            |                                           |            |                             |
| Essen            | 28.02.1873 | N < Kreis Essen (t)                       |            |                             |

## F
| kreisfreie Stadt     | Datum      | Neubildung                                   | Datum      | Auflösung               |
| -------------------- | ---------- | -------------------------------------------- | ---------- | ----------------------- |
| Flensburg            | 01.04.1889 | N < Kreis Flensburg (t)                      |            |                         |
| Forchheim            | 01.01.1889 | N < Bezirksamt Forchheim (t)                 | 01.04.1940 | A > Landkreis Forchheim |
| Forchheim            | 01.04.1948 | N < Landkreis Forchheim (t)                  | 01.07.1972 | A > Landkreis Forchheim |
| Forst (Lausitz)      | 27.02.1897 | N < Kreis Sorau                              | 01.07.1950 | A > Landkreis Cottbus   |
| Frankenthal (Pfalz)  | 01.03.1920 | N < Bezirksamt Frankenthal (t)               |            |                         |
| Frankfurt am Main    |            |                                              |            |                         |
| Frankfurt (Oder)     |            |                                              |            |                         |
| Freiberg             | 01.01.1915 | N < Amtshauptmannschaft Freiberg (t)         | ca. 1946   | A > Landkreis Freiberg  |
| Freiburg im Breisgau | 29.06.1939 | N < Landkreis Freiburg (t)                   |            |                         |
| Freising             |            |                                              | 01.04.1940 | A > Landkreis Freising  |
| Freising             | 08.02.1946 | N < Landkreis Freising (t)                   | 01.07.1972 | A > Landkreis Freising  |
| Freital              | 01.04.1924 | N < Amtshauptmannschaft Dresden-Altstadt (t) | ca. 1946   | A > Landkreis Dresden   |
| Fulda                | 01.04.1927 | N < Kreis Fulda (t)                          | 01.07.1974 | A > Landkreis Fulda     |
| Fürth                |            |                                              |            |                         |

## G
| kreisfreie Stadt   | Datum      | Neubildung                                               | Datum      | Auflösung                           |
| ------------------ | ---------- | -------------------------------------------------------- | ---------- | ----------------------------------- |
| Geestemünde        | 01.04.1922 | N < Kreis Geestemünde (t)                                | 01.11.1924 | A > Wesermünde                      |
| Geesthacht         | 02.01.1924 | N < Landherrenschaft Bergedorf (t)                       | 01.04.1937 | A > Kreis Herzogtum Lauenburg       |
| Gelsenkirchen      | 01.04.1897 | N < Kreis Gelsenkirchen (t)                              | 01.04.1928 | A > Gelsenkirchen-Buer              |
| Gelsenkirchen      | 21.05.1930 | NÄ < Gelsenkirchen-Buer                                  |            |                                     |
| Gelsenkirchen-Buer | 01.04.1928 | N < Buer, Gelsenkirchen und Landkreis Recklinghausen (t) | 21.05.1930 | NÄ > Gelsenkirchen                  |
| Gera               | 01.10.1922 | N < Landratsamt Gera (t)                                 |            |                                     |
| Gießen             | 01.11.1938 | N < Kreis Gießen (t)                                     | 01.01.1977 | A > Lahn                            |
| Gladbach-Rheydt    | 01.08.1929 | N < München-Gladbach, Rheydt und Kreis Gladbach (t)      | 01.08.1933 | A > M. Gladbach (grt) und Rheydt    |
| Gladbeck           | 01.01.1921 | N < Landkreis Recklinghausen (t)                         | 01.01.1975 | A > Bottrop                         |
| Gladbeck           | 06.12.1975 | N < Bottrop (t)                                          | 01.07.1976 | A > Kreis Recklinghausen            |
| Glauchau           | 01.04.1924 | N < Amtshauptmannschaft Glauchau (t)                     | ca. 1946   | A > Landkreis Glauchau              |
| Gleiwitz           | 01.04.1897 | N < Kreis Tost-Gleiwitz                                  | 1945       | unter polnischer Verwaltung         |
| Glogau             | 01.04.1920 | N < Kreis Glogau                                         | 1945       | unter polnischer Verwaltung         |
| Gnesen             | 26.10.1939 | Annexion durch das Deutsche Reich                        | 1945       | an Polen                            |
| Görlitz            | 01.07.1873 | N < Kreis Görlitz (t)                                    | 01.08.2008 | A > Landkreis Görlitz               |
| Goslar             | 01.04.1922 | N < Landkreis Goslar (t)                                 | 01.07.1972 | A > Landkreis Goslar                |
| Gotenhafen         | 26.10.1939 | Annexion durch das Deutsche Reich                        | 1945       | an Polen                            |
| Gotha              |            |                                                          | 01.07.1950 | A > Landkreis Gotha                 |
| Göttingen          | 01.04.1885 | N < Kreis Göttingen (t)                                  | 04.07.1964 | A > Landkreis Göttingen             |
| Graudenz           | 01.01.1900 | N < Kreis Graudenz                                       | 10.01.1920 | an Polen                            |
| Graudenz           | 26.10.1939 | Annexion durch das Deutsche Reich                        | 1945       | an Polen                            |
| Graz               | 13.03.1938 | Anschluss an das Deutsche Reich                          | 1945       | an Österreich                       |
| Greifswald         | 01.04.1913 | N < Kreis Greifswald (t)                                 | 01.07.1950 | A > Kreis Greifswald                |
| Greifswald         | 01.01.1974 | N < Kreis Greifswald                                     | 04.09.2011 | A > Landkreis Vorpommern-Greifswald |
| Greiz              | 01.10.1922 | N < Landratsamt Greiz (t)                                | 01.07.1950 | A > Landkreis Greiz                 |
| Guben              | 24.07.1884 | N < Kreis Guben (t)                                      | 01.07.1950 | A > Landkreis Cottbus               |
| Günzburg           | 01.04.1872 | N < Bezirksamt Günzburg (t)                              | 01.04.1940 | A > Landkreis Günzburg              |
| Günzburg           | 01.04.1949 | N < Landkreis Günzburg (t)                               | 01.07.1972 | A > Günzkreis                       |
| Güstrow            | 01.04.1921 | N < Amt Güstrow (t)                                      | 01.07.1950 | A > Landkreis Güstrow               |

## H
| kreisfreie Stadt            | Datum      | Neubildung                        | Datum      | Auflösung                    |
| --------------------------- | ---------- | --------------------------------- | ---------- | ---------------------------- |
| Hagen                       | 01.04.1887 | N < Kreis Hagen (t)               |            |                              |
| Halberstadt                 | 01.01.1891 | N < Kreis Halberstadt (t)         | 25.07.1952 | A > Landkreis Halberstadt    |
| Halle/Saale                 | ca. 1965   | NÄ < Halle (Saale)                | 12.05.1967 | TA > Halle-Neustadt          |
| Halle/Saale                 | 06.05.1990 | E < Halle-Neustadt                | 31.12.1995 | NÄ > Halle (Saale)           |
| Halle-Neustadt              | 12.05.1967 | N < Halle/Saale (t)               | 06.05.1990 | A > Halle (Saale)            |
| Halle (Saale)               |            |                                   | ca. 1965   | NÄ > Halle/Saale             |
| Halle (Saale)               | 31.12.1995 | NÄ < Halle/Saale                  |            |                              |
| Hamborn                     | 01.05.1911 | N < Kreis Dinslaken (t)           | 01.08.1929 | A > Duisburg-Hamborn         |
| Hamburg                     |            |                                   |            |                              |
| Hameln                      | 01.04.1923 | N < Kreis Hameln-Pyrmont (t)      | 01.01.1973 | A > Landkreis Hameln-Pyrmont |
| Hamm                        | 01.04.1901 | N < Landkreis Hamm (t)            |            |                              |
| Hanau                       | 01.04.1886 | N < Kreis Hanau (t)               | 01.07.1974 | A > Main-Kinzig-Kreis        |
| Hannover                    |            |                                   | 01.11.2001 | A > Region Hannover          |
| Harburg                     | 01.04.1885 | N < Kreis Harburg (t)             | 01.07.1927 | A > Harburg-Wilhelmsburg     |
| Harburg-Wilhelmsburg        | 01.07.1927 | N < Harburg und Wilhelmsburg      | 01.04.1938 | A > Hamburg                  |
| Heidelberg                  | 29.06.1939 | N < Landkreis Heidelberg (t)      |            |                              |
| Heilbronn                   | 01.10.1938 | N < Landkreis Heilbronn (t)       |            |                              |
| Herford                     | 01.04.1911 | N < Kreis Herford (t)             | 01.01.1969 | A > Landkreis Herford        |
| Herne                       | 01.07.1906 | N < Landkreis Bochum (t)          |            |                              |
| Hildesheim                  | 01.04.1885 | N < Kreis Hildesheim (t)          | 01.03.1974 | A > Landkreis Hildesheim     |
| Hindenburg O. S.            | 01.01.1927 | N < Kreis Hindenburg O. S.        | 1945       | unter polnischer Verwaltung  |
| Hirschberg i. Riesengebirge | 01.04.1922 | N < Kreis Hirschberg              | 1945       | unter polnischer Verwaltung  |
| Hof                         |            |                                   |            |                              |
| Hörde                       | 01.04.1911 | N < Landkreis Hörde (t)           | 01.04.1928 | A > Dortmund                 |
| Horn                        |            |                                   | 01.04.1932 | A > Kreis Detmold            |
| Hohensalza                  | 26.10.1939 | Annexion durch das Deutsche Reich | 1945       | an Polen                     |
| Hoyerswerda                 | 01.01.1996 | N < Landkreis Hoyerswerda (t)     | 01.08.2008 | A > Landkreis Bautzen        |

## I
| kreisfreie Stadt | Datum      | Neubildung                      | Datum      | Auflösung                    |
| ---------------- | ---------- | ------------------------------- | ---------- | ---------------------------- |
| Ingolstadt       |            |                                 |            |                              |
| Innsbruck        | 13.03.1938 | Anschluss an das Deutsche Reich | 1945       | an Österreich                |
| Insterburg       | 01.04.1902 | N < Kreis Insterburg            | 1945       | unter sowjetische Verwaltung |
| Iserlohn         | 01.04.1907 | N < Kreis Iserlohn (t)          | 01.01.1975 | A > Märkischer Kreis         |

## J
| kreisfreie Stadt   | Datum      | Neubildung                       | Datum      | Auflösung               |
| ------------------ | ---------- | -------------------------------- | ---------- | ----------------------- |
| Jena               | 01.10.1922 | N < Verwaltungsbezirk Apolda (t) |            |                         |
| Jever              |            |                                  | 27.04.1933 | A > Amt Friesland       |
| Johanngeorgenstadt | 17.12.1951 | N < Landkreis Aue (t)            | 20.06.1957 | A > Kreis Schwarzenberg |

## K
| kreisfreie Stadt           | Datum      | Neubildung                                    | Datum      | Auflösung                              |
| -------------------------- | ---------- | --------------------------------------------- | ---------- | -------------------------------------- |
| Kaiserslautern             | 01.03.1920 | N < Bezirksamt Kaiserslautern                 |            |                                        |
| Kalisch                    | 26.10.1939 | Annexion durch das Deutsche Reich             | 1945       | an Polen                               |
| Karlsbad                   | 01.05.1939 | N < Landkreis Karlsbad                        | 1945       | an Tschechoslowakei                    |
| Karl-Marx-Stadt            | 10.05.1953 | NÄ < Chemnitz                                 | 01.01.1990 | NÄ > Chemnitz                          |
| Karlsruhe                  | 29.06.1939 | N < Landkreis Karlsruhe (t)                   |            |                                        |
| Kassel                     | 1926       | NÄ < Cassel                                   |            |                                        |
| Kattowitz                  | 01.04.1899 | N < Kreis Kattowitz                           | 1922       | an Polen nach Volksabstimmung          |
| Kattowitz                  | 26.10.1939 | Annexion durch das Deutsche Reich             | 1945       | an Polen                               |
| Kaufbeuren                 |            |                                               | 01.04.1940 | A > Landkreis Kaufbeuren               |
| Kaufbeuren                 | 01.04.1948 | N < Landkreis Kaufbeuren (t)                  |            |                                        |
| Kempten (Allgäu)           |            |                                               |            |                                        |
| Kiel                       | 14.11.1883 | N < Kreis Kiel (t)                            |            |                                        |
| Kitzingen                  |            |                                               | 01.04.1940 | A > Landkreis Kitzingen                |
| Kitzingen                  | 01.04.1948 | N < Landkreis Kitzingen (t)                   | 01.07.1972 | A > Landkreis Kitzingen                |
| Klagenfurt                 | 13.03.1938 | Anschluss an das Deutsche Reich               | 1945       | an Österreich                          |
| Koblenz                    | 1926       | NÄ < Coblenz                                  |            |                                        |
| Köln                       | 1919       | NÄ < Cöln                                     |            |                                        |
| Königsberg in Franken      |            |                                               | 01.07.1920 | A > Bezirksamt Hofheim in Unterfranken |
| Königsberg (Preußen)       |            |                                               | 1945       | unter sowjetische Verwaltung           |
| Königshütte O. S.          | 01.04.1898 | N < Kreis Beuthen                             | 19.06.1921 | an Polen                               |
| Königshütte O. S.          | 26.10.1939 | Annexion durch das Deutsche Reich             | 1945       | an Polen                               |
| Köslin                     | 01.04.1923 | N < Kreis Köslin                              | 1945       | unter polnischer Verwaltung            |
| Kolberg                    | 01.05.1920 | N < Kreis Kolberg-Körlin                      | 1945       | unter polnischer Verwaltung            |
| Konstanz                   | 29.06.1939 | N < Landkreis Konstanz (t)                    | 01.10.1953 | A > Landkreis Konstanz                 |
| Köthen                     | 01.08.1934 | N < Kreis Dessau-Köthen (t)                   | 01.07.1950 | A > Landkreis Köthen                   |
| Krefeld                    | 1929       | NÄ < Crefeld                                  | 01.08.1929 | A > Krefeld-Uerdingen am Rhein         |
| Krefeld                    | 25.04.1940 | NÄ < Krefeld-Uerdingen am Rhein               |            |                                        |
| Krefeld-Uerdingen am Rhein | 01.08.1929 | N < Krefeld und Kreise Kempen (t) und Krefeld | 25.04.1940 | NÄ > Krefeld                           |
| Krems an der Donau         | 13.03.1938 | Anschluss an das Deutsche Reich               | 1945       | an Österreich                          |
| Kulmbach                   | 01.01.1890 | N < Bezirksamt Kulmbach (t)                   | 01.04.1940 | A > Landkreis Kulmbach                 |
| Kulmbach                   | 20.10.1945 | N < Landkreis Kulmbach (t)                    | 01.07.1972 | A > Landkreis Kulmbach                 |

## L
| kreisfreie Stadt      | Datum      | Neubildung                                           | Datum      | Auflösung                                |
| --------------------- | ---------- | ---------------------------------------------------- | ---------- | ---------------------------------------- |
| Lage                  |            |                                                      | 01.04.1932 | A > Kreis Detmold                        |
| Lahn                  | 01.01.1977 | N < Gießen und Landkreise Gießen (t) und Wetzlar (t) | 01.08.1979 | A > Landkreis Gießen und Lahn-Dill-Kreis |
| Landau in der Pfalz   | 01.01.1910 | N < Bezirksamt Landau in der Pfalz (t)               | 01.04.1940 | A > Landkreis Landau in der Pfalz        |
| Landau in der Pfalz   | 23.03.1949 | N < Landkreis Landau in der Pfalz (t)                |            |                                          |
| Landsberg am Lech     | 01.06.1877 | N < Bezirksamt Landsberg am Lech (t)                 | 01.04.1940 | A > Landkreis Landsberg am Lech          |
| Landsberg am Lech     | 01.04.1948 | N < Landkreis Landsberg am Lech (t)                  | 01.07.1972 | A > Landkreis Landsberg am Lech          |
| Landsberg (Warthe)    | 01.04.1892 | N < Kreis Landsberg (Warthe)                         | 1945       | unter polnischer Verwaltung              |
| Landshut              |            |                                                      |            |                                          |
| Lehe                  | 01.04.1920 | N < Kreis Lehe (t)                                   | 01.11.1924 | A > Wesermünde                           |
| Leipzig               | 15.10.1874 | N < Amtshauptmannschaft Leipzig (t)                  |            |                                          |
| Lemgo                 |            |                                                      | 01.04.1934 | A > Kreis Lemgo                          |
| Leslau                | 26.10.1939 | Annexion durch das Deutsche Reich                    | 1945       | an Polen                                 |
| Leverkusen            | 01.04.1955 | N < Rhein-Wupper-Kreis (t)                           |            |                                          |
| Lichtenberg           | 01.04.1908 | N < Kreis Niederbarnim (t)                           | 01.10.1920 | A > Berlin                               |
| Liegnitz              | 01.01.1874 | N < Kreis Liegnitz                                   | 1945       | unter polnischer Verwaltung              |
| Lindau (Bodensee)     | 01.02.1922 | N < Bezirksamt Lindau (Bodensee) (t)                 | 01.04.1940 | A > Landkreis Lindau (Bodensee)          |
| Lindau (Bodensee)     | 25.09.1948 | N < Landkreis Lindau (Bodensee) (t)                  | 01.07.1972 | A > Landkreis Lindau (Bodensee)          |
| Linden                | 01.04.1886 | N < Kreis Linden (t)                                 | 1920       | A > Hannover                             |
| Linz                  | 13.03.1938 | Anschluss an das Deutsche Reich                      | 1945       | an Österreich                            |
| Litzmannstadt         | 26.10.1939 | Annexion durch das Deutsche Reich                    | 1945       | an Polen                                 |
| Lübeck                |            |                                                      |            |                                          |
| Lüdenscheid           | 01.04.1907 | N < Kreis Altena (t)                                 | 01.01.1969 | A > Landkreis Lüdenscheid                |
| Ludwigshafen am Rhein | 01.03.1920 | N < Bezirksamt Ludwigshafen am Rhein (t)             |            |                                          |
| Lüneburg              | 01.04.1885 | N < Steuerkreis Lüneburg (t)                         | 01.03.1974 | A > Landkreis Lüneburg                   |
| Lünen                 | 01.04.1928 | N < Landkreis Dortmund (t)                           | 01.01.1975 | A > Kreis Unna                           |

## M
| kreisfreie Stadt     | Datum      | Neubildung                           | Datum      | Auflösung                                                               |
| -------------------- | ---------- | ------------------------------------ | ---------- | ----------------------------------------------------------------------- |
| Magdeburg            |            |                                      |            |                                                                         |
| Mainz                | 01.11.1938 | N < Kreis Mainz (t)                  |            |                                                                         |
| Mannheim             | 29.06.1939 | N < Bezirksamt Mannheim (t)          |            |                                                                         |
| Marburg              | 01.04.1929 | N < Kreis Marburg                    | 01.07.1974 | A > Landkreis Marburg-Biedenkopf                                        |
| Marktredwitz         | 01.12.1919 | N < Bezirksamt Wunsiedel (t)         | 01.04.1940 | A > Landkreis Wunsiedel                                                 |
| Marktredwitz         | 01.04.1948 | N < Landkreis Wunsiedel (t)          | 01.07.1972 | A > Landkreis Wunsiedel                                                 |
| Meerane              | 01.04.1924 | N < Amtshauptmannschaft Glauchau (t) | ca. 1946   | A > Landkreis Glauchau                                                  |
| Meißen               | 01.01.1915 | N < Amtshauptmannschaft Meißen (t)   | ca. 1946   | A > Landkreis Meißen                                                    |
| Memel                | 01.04.1918 | N < Kreis Memel                      | 15.02.1920 | unter französischem Protektorat Völkerbundmandat, 10.01.1923 an Litauen |
| Memel                | 22.03.1939 | Anschluss an das Deutsche Reich      | 1945       | an UdSSR (Litauische Sowjetrepublik)                                    |
| Memmingen            |            |                                      | 01.04.1940 | A > Landkreis Memmingen                                                 |
| Memmingen            | 01.04.1948 | N < Landkreis Memmingen (t)          |            |                                                                         |
| Merseburg            | 15.01.1921 | N < Kreis Merseburg (t)              | 01.07.1950 | A > Landkreis Merseburg                                                 |
| Metz                 | 1871       | Anschluss an das Deutsche Reich      | 10.01.1920 | an Frankreich                                                           |
| Mittweida            | 01.04.1924 | N < Amtshauptmannschaft Rochlitz (t) | ca. 1946   | A > Landkreis Rochlitz                                                  |
| M. Gladbach          | 01.08.1933 | N < Gladbach-Rheydt (grt)            | 11.10.1960 | NÄ > Mönchengladbach                                                    |
| Mönchengladbach      | 11.10.1960 | NÄ < M. Gladbach                     |            |                                                                         |
| Mühlhausen/Thüringen | 01.04.1892 | N < Kreis Mühlhausen (t)             | 01.07.1950 | A > Landkreis Mühlhausen                                                |
| Mülheim a. d. Ruhr   | 01.01.1904 | N < Kreis Mülheim an der Ruhr (t)    | 27.03.1991 | NÄ > Mülheim an der Ruhr                                                |
| Mülheim am Rhein     | 01.05.1901 | N < Kreis Mülheim am Rhein (t)       | 01.04.1914 | A > Cöln                                                                |
| Mülheim an der Ruhr  | 27.03.1991 | NÄ < Mülheim a. d. Ruhr              |            |                                                                         |
| München              |            |                                      |            |                                                                         |
| München-Gladbach     | 01.01.1888 | N < Kreis Gladbach (t)               | 01.08.1929 | A > Gladbach-Rheydt                                                     |
| Münster              |            |                                      |            |                                                                         |

## N
| kreisfreie Stadt                         | Datum      | Neubildung                                    | Datum      | Auflösung                                 |
| ---------------------------------------- | ---------- | --------------------------------------------- | ---------- | ----------------------------------------- |
| Naumburg                                 | 01.04.1914 | N < Kreis Naumburg (t)                        | 01.07.1950 | A > Landkreis Weißenfels                  |
| Neisse                                   | 01.07.1911 | N < Kreis Neisse                              | 1945       | unter polnischer Verwaltung               |
| Neubrandenburg                           | 01.04.1935 | N < Land Mecklenburg-Strelitz (t)             | ca. 1940   | A > Landkreis Stargard                    |
| Neubrandenburg                           | 01.01.1969 | N < Kreis Neubrandenburg (t)                  | 04.09.2011 | A > Landkreis Mecklenburgische Seenplatte |
| Neuburg an der Donau                     |            |                                               | 01.04.1940 | A > Landkreis Neuburg an der Donau        |
| Neuburg an der Donau                     | 01.04.1948 | N < Landkreis Neuburg an der Donau (t)        | 01.07.1972 | A > Landkreis Neuburg an der Donau        |
| Neukölln                                 | 27.01.1912 | NÄ < Rixdorf                                  | 01.10.1920 | A > Berlin                                |
| Neumarkt in der Oberpfalz                | 01.01.1903 | N < Bezirksamt Neumarkt in der Oberpfalz (t)  | 01.04.1940 | A > Landkreis Neumarkt in der Oberpfalz   |
| Neumarkt in der Oberpfalz                | 01.04.1949 | N < Landkreis Neumarkt in der Oberpfalz (t)   | 01.07.1972 | A > Landkreis Neumarkt in der Oberpfalz   |
| Neumünster                               | 01.04.1901 | N < Landkreis Kiel (t)                        |            |                                           |
| Neuß                                     | 01.04.1913 | N < Kreis Neuß (t)                            | 1968       | NÄ > Neuss                                |
| Neuss                                    | 1968       | NÄ < Neuß                                     | 01.01.1975 | A > Kreis Neuss                           |
| Neustadt an der Haardt                   | 01.03.1920 | N < Bezirksamt Neustadt an der Haardt (t)     | 1936       | NÄ > Neustadt an der Weinstraße           |
| Neustadt an der Haardt                   | 1945       | NÄ < Neustadt an der Weinstraße               | 1950       | NÄ > Neustadt an der Weinstraße           |
| Neustadt an der Heide                    |            | s. Neustadt im Herzogtum / Freistaat Coburg   |            |                                           |
| Neustadt an der Weinstraße               | 1936       | NÄ < Neustadt an der Haardt                   | 1945       | NÄ > Neustadt an der Haardt               |
| Neustadt an der Weinstraße               | 1950       | NÄ < Neustadt an der Haardt                   |            |                                           |
| Neustadt bei Coburg                      | ca. 1920   | NÄ < Neustadt im Herzogtum / Freistaat Coburg | 01.04.1940 | A > Landkreis Coburg                      |
| Neustadt bei Coburg                      | 07.06.1946 | N < Landkreis Coburg (t)                      | 01.07.1972 | A > Landkreis Coburg                      |
| Neustadt im Herzogtum / Freistaat Coburg |            |                                               | ca. 1920   | NÄ > Neustadt bei Coburg                  |
| Neustrelitz                              | 01.04.1935 | N < Land Mecklenburg-Strelitz (t)             | ca. 1940   | A > Landkreis Stargard                    |
| Neu-Ulm                                  | 01.03.1891 | N < Bezirksamt Neu-Ulm (t)                    | 01.04.1940 | A > Landkreis Neu-Ulm                     |
| Neu-Ulm                                  | 01.04.1948 | N < Landkreis Neu-Ulm (t)                     | 01.07.1972 | A > Illerkreis                            |
| Nordhausen                               | 01.04.1882 | N < Kreis Nordhausen (t)                      | 01.07.1950 | A > Landkreis Nordhausen                  |
| Nördlingen                               |            |                                               | 01.04.1940 | A > Landkreis Nördlingen                  |
| Nördlingen                               | 01.04.1948 | N < Landkreis Nördlingen (t)                  | 01.07.1972 | A > Landkreis Nördlingen-Donauwörth       |
| Nürnberg                                 |            |                                               |            |                                           |

## O
| kreisfreie Stadt  | Datum      | Neubildung                        | Datum      | Auflösung                   |
| ----------------- | ---------- | --------------------------------- | ---------- | --------------------------- |
| Oberhausen        | 01.04.1901 | N < Kreis Mülheim an der Ruhr (t) |            |                             |
| Oerlinghausen     | 1926       | N < Verwaltungsamt Schötmar (t)   | 01.04.1932 | A > Kreis Lemgo             |
| Offenbach am Main | 01.11.1938 | N < Kreis Offenbach (t)           |            |                             |
| Ohrdruf           |            |                                   | 01.10.1922 | A > Landkreis Gotha         |
| Oldenburg (Oldb)  |            |                                   |            |                             |
| Oppeln            | 15.05.1899 | N < Kreis Oppeln                  | 1945       | unter polnischer Verwaltung |
| Osnabrück         | 01.04.1885 | N < Steuerkreis Osnabrück (t)     |            |                             |
| Osterfeld         | 01.01.1922 | N < Landkreis Recklinghausen (t)  | 01.08.1929 | A > Oberhausen              |

## P
| kreisfreie Stadt | Datum      | Neubildung                                     | Datum      | Auflösung           |
| ---------------- | ---------- | ---------------------------------------------- | ---------- | ------------------- |
| Passau           |            |                                                |            |                     |
| Pforzheim        | 29.06.1939 | N < Bezirksamt Pforzheim (t)                   |            |                     |
| Pirna            | 01.04.1924 | N < Amtshauptmannschaft Pirna (t)              | ca. 1946   | A > Landkreis Pirna |
| Pirmasens        | 01.03.1920 | N < Bezirksamt Pirmasens (t)                   |            |                     |
| Plauen           | 01.01.1907 | N < Amtshauptmannschaft Plauen im Vogtland (t) | 01.08.2008 | A > Vogtlandkreis   |
| Posen            |            |                                                | 10.01.1920 | an Polen            |
| Posen            | 26.10.1939 | Annexion durch das Deutsche Reich              | 1945       | an Polen            |
| Potsdam          |            |                                                |            |                     |

## Q
| kreisfreie Stadt | Datum      | Neubildung                | Datum      | Auflösung                 |
| ---------------- | ---------- | ------------------------- | ---------- | ------------------------- |
| Quedlinburg      | 01.04.1911 | N < Kreis Quedlinburg (t) | 01.07.1950 | A > Landkreis Quedlinburg |

## R
| kreisfreie Stadt         | Datum      | Neubildung                                     | Datum      | Auflösung                              |
| ------------------------ | ---------- | ---------------------------------------------- | ---------- | -------------------------------------- |
| Radebeul                 | 01.07.1924 | N < Amtshauptmannschaft Dresden (t)            | ca. 1946   | A > Landkreis Dresden                  |
| Rathenow                 | 01.07.1925 | N < Kreis Westhavelland (t)                    | 01.07.1950 | A > Landkreis Westhavelland            |
| Ratibor                  | 01.04.1904 | N < Kreis Ratibor                              | 1945       | unter polnischer Verwaltung            |
| Recklinghausen           | 01.04.1901 | N < Kreis Recklinghausen (t)                   | 01.01.1975 | A > Kreis Recklinghausen               |
| Regensburg               |            |                                                |            |                                        |
| Reichenbach im Vogtland  | 01.04.1924 | N < Amtshauptmannschaft Plauen im Vogtland (t) | ca. 1946   | A > Landkreis Plauen                   |
| Reichenberg              | 20.11.1938 | N < Kreis Reichenberg                          | 1945       | an Tschechoslowakei                    |
| Remscheid                | 01.01.1888 | N < Kreis Lennep (t)                           |            |                                        |
| Rheydt                   | 01.04.1907 | N < Kreis Gladbach (t)                         | 01.08.1929 | A > Gladbach-Rheydt                    |
| Rheydt                   | 01.08.1933 | N < Gladbach-Rheydt (t)                        | 01.01.1975 | A > Mönchengladbach                    |
| Riesa                    | 01.07.1924 | N < Amtshauptmannschaft Großenhain (t)         | ca. 1946   | A > Landkreis Großenhain               |
| Rixdorf                  | 01.05.1899 | N < Kreis Teltow (t)                           | 27.01.1912 | NÄ > Neukölln                          |
| Rodach bei Coburg        |            |                                                | 01.04.1940 | A > Landkreis Coburg                   |
| Rosenheim                |            |                                                |            |                                        |
| Rostock                  | 01.04.1921 | N < Amt Rostock                                |            |                                        |
| Rothenburg ob der Tauber |            |                                                | 01.04.1940 | A > Landkreis Rothenburg ob der Tauber |
| Rothenburg ob der Tauber | 01.04.1948 | N < Landkreis Rothenburg ob der Tauber (t)     | 01.07.1972 | A > Landkreis Ansbach                  |
| Rudolstadt               | 01.04.1893 | N < Landratsamt Rudolstadt (t)                 | 01.10.1922 | A > Landkreis Rudolstadt               |
| Rüstringen               | 28.05.1919 | N < Amt Rüstringen (t)                         | 01.04.1937 | A > Wilhelmshaven                      |

## S
| kreisfreie Stadt      | Datum      | Neubildung                                    | Datum      | Auflösung                          |
| --------------------- | ---------- | --------------------------------------------- | ---------- | ---------------------------------- |
| Saarbrücken           | 07.09.1909 | N < Kreis Saarbrücken (t)                     | 01.10.1920 | U > Saargebiet                     |
| Saarbrücken           | 01.03.1935 | U < Saargebiet                                | 16.02.1946 | U > Saarland                       |
| Saarbrücken           | 01.01.1957 | U < Saarland                                  | 01.01.1974 | A > Stadtverband Saarbrücken       |
| Salzburg              | 13.03.1938 | Anschluss an das Deutsche Reich               | 1945       | an Österreich                      |
| Salzgitter            | 23.01.1951 | NÄ < Watenstedt-Salzgitter                    |            |                                    |
| Salzwedel             | 17.12.1945 | N < Landkreis Salzwedel                       | 01.07.1950 | A > Landkreis Salzwedel            |
| Sankt Pauli, Vorstadt |            |                                               | 22.06.1894 | A > Hamburg                        |
| Sankt Pölten          | 13.03.1938 | Anschluss an das Deutsche Reich               | 1945       | an Österreich                      |
| Schneeberg            | 17.12.1951 | N < Landkreis Aue (t)                         | 23.11.1958 | A > Kreis Aue                      |
| Schneidemühl          | 01.04.1914 | N < Kreis Kolmar i. Posen                     | 1945       | unter polnischer Verwaltung        |
| Schönebeck            | 01.02.1946 | N < Landkreis Calbe a./S.                     | 01.07.1950 | A > Landkreis Schönebeck           |
| Schöneberg            | 01.04.1899 | N < Kreis Teltow (t)                          | 1912       | NÄ > Berlin-Schöneberg             |
| Schötmar              | 1922       | N < Verwaltungsamt Schötmar (t)               | 01.04.1932 | A > Stadt Bad Salzuflen            |
| Schwabach             |            |                                               | 01.04.1940 | A > Landkreis Schwabach            |
| Schwabach             | 01.04.1948 | N < Landkreis Schwabach (t)                   |            |                                    |
| Schwalenberg          |            | amtsfreier Flecken, seit 1906 amtsfreie Stadt | 01.04.1932 | A > Kreis Detmold                  |
| Schwandorf in Bayern  | 01.01.1920 | N < Bezirksamt Burglengenfeld (t)             | 01.04.1940 | A > Landkreis Burglengenfeld       |
| Schwandorf in Bayern  | 01.04.1948 | N < Landkreis Burglengenfeld (t)              | 01.07.1972 | A > Landkreis Schwandorf in Bayern |
| Schwedt/Oder          | 17.09.1961 | N < Landkreis Angermünde (t)                  | 06.12.1993 | A > Landkreis Uckermark            |
| Schweidnitz           | 01.04.1899 | N < Kreis Schweidnitz                         | 1945       | unter polnischer Verwaltung        |
| Schweinfurt           |            |                                               |            |                                    |
| Schwerin              | 01.04.1921 | N < Amt Schwerin (t)                          |            |                                    |
| Selb                  | 01.07.1919 | N < Bezirksamt Rehau (t)                      | 01.04.1940 | A > Landkreis Rehau                |
| Selb                  | 01.04.1946 | N < Landkreis Rehau (t)                       | 01.07.1972 | A > Landkreis Wunsiedel            |
| Siegen                | 01.03.1923 | N < Kreis Siegen (t)                          | 01.07.1966 | A > Landkreis Siegen               |
| Solingen              | 01.04.1896 | N < Kreis Solingen (t)                        |            |                                    |
| Sondershausen         | 01.10.1912 | N < Verwaltungsbezirk Sondershausen (t)       | 01.10.1922 | A > Landkreis Sondershausen        |
| Spandau               | 01.04.1887 | N < Kreis Osthavelland (t)                    | 01.10.1920 | A > Berlin                         |
| Speyer                | 01.03.1920 | N < Bezirksamt Speyer am Rhein (t)            |            |                                    |
| Stadthagen            |            |                                               | 01.04.1934 | A > Kreis Stadthagen               |
| Stalinstadt           | 07.05.1953 | NÄ < EKO-Wohnstadt                            | 13.11.1961 | A > Eisenhüttenstadt               |
| Stargard              | 01.04.1901 | N < Kreis Stargard                            | 1945       | unter polnische Verwaltung         |
| Stendal               | 01.04.1909 | N < Kreis Stendal (t)                         | 01.07.1950 | A > Landkreis Stendal              |
| Sterkrade             | 01.07.1917 | N < Kreis Dinslaken (t)                       | 01.08.1929 | A > Oberhausen                     |
| Stettin               |            |                                               | 1945       | unter polnischer Verwaltung        |
| Steyr                 | 13.03.1938 | Anschluss an das Deutsche Reich               | 1945       | an Österreich                      |
| Stolp                 | 01.04.1898 | N < Kreis Stolp                               | 1945       | unter polnische Verwaltung         |
| Stralsund             | 05.09.1873 | N < Kreis Franzburg (t)                       | 04.09.2011 | A > Landkreis Vorpommern-Rügen     |
| Straßburg             | 1871       | an das Deutsche Reich                         | 10.01.1920 | an Frankreich                      |
| Straubing             |            |                                               |            |                                    |
| Stuttgart             |            |                                               |            |                                    |
| Suhl                  | 12.07.1967 | N < Kreis Suhl (t)                            |            |                                    |

## T
| kreisfreie Stadt | Datum      | Neubildung                        | Datum      | Auflösung |
| ---------------- | ---------- | --------------------------------- | ---------- | --- |
| Thorn            | 01.04.1900 | N < Kreis Thorn                   | 10.01.1920 | an Polen |
| Thorn            | 26.10.1939 | Annexion durch das Deutsche Reich | 1945       | an Polen |
| Tilsit           | 01.04.1896 | N < Kreis Tilsit                  | 1945       | unter sowjetische Verwaltung an Russische Födersative Sowjetrepublik, heute unter Verwaltung der Russischen Föderation |
| Traunstein       | 01.07.1876 | N < Bezirksamt Traunstein (t)     | 01.04.1940 | A > Landkreis Traunstein                                                                                               |
| Traunstein       | 01.04.1948 | N < Landkreis Traunstein (t)      | 01.07.1972 | A > Landkreis Traunstein                                                                                               |
| Trier            |            |                                   |            | |
| Troppau          | 10.10.1938 | Annexion durch das Deutsche Reich | 1945       | an Tschechoslowakei |

## U
| kreisfreie Stadt | Datum      | Neubildung            | Datum | Auflösung |
| ---------------- | ---------- | --------------------- | ----- | --------- |
| Ulm              | 01.10.1938 | N < Landkreis Ulm (t) |       |           |

## V
| kreisfreie Stadt | Datum      | Neubildung             | Datum      | Auflösung                |
| ---------------- | ---------- | ---------------------- | ---------- | ------------------------ |
| Varel            |            |                        | 27.4.1933  | A > Amt Friesland        |
| Vegesack         |            |                        | 01.04.1938 | A > Bremen               |
| Viersen          | 01.08.1929 | N < Kreis Gladbach (t) | 01.01.1970 | A > Kreis Kempen-Krefeld |

## W
| kreisfreie Stadt        | Datum      | Neubildung                                         | Datum      | Auflösung                          |
| ----------------------- | ---------- | -------------------------------------------------- | ---------- | ---------------------------------- |
| Waltershausen           |            |                                                    | 01.10.1922 | A > Landkreis Gotha                |
| Wandsbek                | 01.04.1901 | N < Kreis Stormarn (t)                             | 01.04.1938 | A > Hamburg                        |
| Wanne-Eickel            | 01.04.1926 | N < Landkreise Bochum (t) und Gelsenkirchen (grt)  | 01.01.1975 | A > Herne                          |
| Watenstedt-Salzgitter   | 17.04.1942 | N < Landkreise Goslar (t) und Wolfenbüttel (t)     | 23.01.1951 | NÄ > Salzgitter                    |
| Wattenscheid            | 01.04.1926 | N < Landkreis Gelsenkirchen (t)                    | 01.01.1975 | A > Bochum                         |
| Weiden in der Oberpfalz | 01.01.1919 | N < Bezirksamt Neustadt an der Waldnaab (t)        |            |                                    |
| Weimar                  | 01.10.1922 | N < I. Verwaltungsbezirk (Weimar) (t)              |            |                                    |
| Weißenburg in Bayern    |            |                                                    | 01.04.1940 | A > Landkreis Weißenburg in Bayern |
| Weißenburg in Bayern    | 01.04.1949 | N < Landkreis Weißenburg in Bayern (t)             | 01.07.1972 | A > Landkreis Weißenburg in Bayern |
| Weißenfels              | 01.04.1899 | N < Landkreis Weißenfels (t)                       | 01.07.1950 | A > Landkreis Weißenfels           |
| Werdau                  | 01.07.1924 | N < Amtshauptmannschaft Werdau (t)                 | ca. 1946   | A > Landkreis Zwickau              |
| Wesermünde              | 01.11.1924 | N < Geestemünde und Lehe                           | 01.01.1947 | NÄ > Bremerhaven                   |
| Wien                    | 13.03.1938 | Anschluss an das Deutsche Reich als Reichsgau Wien | 1945       | an Österreich                      |
| Wiener Neustadt         | 13.03.1938 | Anschluss an das Deutsche Reich                    | 1945       | an Österreich                      |
| Wiesbaden               |            |                                                    |            |                                    |
| Wilhelmshaven           | 01.04.1919 | N < Kreis Wittmund (t)                             |            |                                    |
| Wismar                  | 01.04.1921 | N < Amt Wismar (t)                                 | 04.09.2011 | A > Landkreis Nordwestmecklenburg  |
| Witten                  | 01.04.1899 | N < Landkreis Bochum (t)                           | 01.01.1975 | A > Ennepe-Ruhr-Kreis              |
| Wittenberg              | 01.04.1922 | N < Kreis Wittenberg (t)                           | 01.07.1950 | A > Landkreis Wittenberg           |
| Wittenberge             | 01.08.1922 | N < Kreis Westprignitz (t)                         | 01.07.1950 | A > Landkreis Westprignitz         |
| Wolfsburg               | 01.10.1951 | N < Kreis Gifhorn (t)                              |            |                                    |
| Worms                   | 01.11.1938 | N < Kreis Oppenheim (t)                            |            |                                    |
| Wuppertal               | 25.01.1930 | NÄ < Barmen-Elberfeld                              |            |                                    |
| Würzburg                |            |                                                    |            |                                    |
| Wurzen                  | 01.04.1924 | N < Amtshauptmannschaft Grimma (t)                 | ca. 1946   | A > Landkreis Grimma               |

## Z
| kreisfreie Stadt | Datum      | Neubildung                          | Datum      | Auflösung               |
| ---------------- | ---------- | ----------------------------------- | ---------- | ----------------------- |
| Zeitz            | 01.04.1901 | N < Kreis Zeitz (t)                 | 01.07.1950 | A > Landkreis Zeitz     |
| Zella-Mehlis     | 01.04.1919 | N < Landratsamt Ohrdruf (t)         | 01.10.1922 | A > Landkreis Meiningen |
| Zella-Mehlis     | 23.09.1926 | N < Landkreis Meiningen (t)         | 24.9.1936  | A > Landkreis Meiningen |
| Zerbst           | 25.03.1935 | N < Kreis Zerbst (t)                | 01.07.1950 | A > Landkreis Zerbst    |
| Zittau           | 01.01.1915 | N < Amtshauptmannschaft Zittau (t)  | ca. 1946   | A > Landkreis Zittau    |
| Zweibrücken      | 01.03.1920 | N < Bezirksamt Zweibrücken (t)      |            |                         |
| Zoppot           | 26.10.1939 | Annexion durch das Deutsche Reich   | 1945       | an Polen                |
| Zwickau          | 01.07.1907 | N < Amtshauptmannschaft Zwickau (t) | 01.08.2008 | A > Landkreis Zwickau   |

## Anzahl der kreisfreien Städte (Stadtkreise)
| Datum        | Veränderung | Anzahl |
| ------------ | --- | ------ |
| 18.01.1871   | | 73     |
| 01.01.1872   | + 1 (Erfurt) | 74     |
| 01.04.1872   | + 1 (Günzburg) | 75     |
| 20.04.1872   | + 1 (Düsseldorf) | 76     |
| 14.10.1872   | + 1 (Crefeld, von 1929 bis 1940 Krefeld-Uerdingen am Rhein, seitdem Krefeld) | 77     |
| 28.02.1873   | + 1 (Essen) | 78     |
| 01.07.1873   | + 1 (Görlitz) | 79     |
| (01.01.)1874 | + 3 (Stralsund, Elbing, Liegnitz) | 82     |
| 24.01.1874   | + 1 (Duisburg, von 1929 bis 1935 Duisburg-Hamborn) | 83     |
| 15.10.1874   | + 3 (Chemnitz, von 1953 bis 1989 Karl-Marx-Stadt, Dresden und Leipzig) | 86     |
| 15.02.1875   | + 1 (Dortmund) | 87     |
| 29.05.1875   | + 1 (Bromberg) | 88     |
| 24.05.1876   | + 1 (Bochum) | 89     |
| 01.07.1876   | + 1 (Traunstein) | 90     |
| (01.01.)1877 | + 2 (Charlottenburg und Frankfurt (Oder)) | 92     |
| 01.06.1877   | + 1 (Landsberg am Lech) | 93     |
| 01.04.1878   | + 1 (Dillingen an der Donau) | 94     |
| 01.10.1878   | + 1 (Bielefeld) | 95     |
| 23.07.1879   | + 8 (Detmold, Lemgo, Lage, Horn, Blomberg, Barntrup, Bad Salzuflen, Schwalenberg (amtsfreier Flecken)) | 103    |
| 01.10.1879   | + 1 (Deggendorf) | 104    |
| 01.04.1881   | + 1 (Brandenburg an der Havel) | 105    |
| 01.04.1882   | + 1 (Nordhausen) | 106    |
| 14.11.1883   | + 1 (Kiel) | 107    |
| 24.07.1884   | + 1 (Guben) | 108    |
| 01.04.1885   | + 7 (Celle, Emden, Göttingen, Harburg, Hildesheim, Lüneburg und Osnabrück) | 115    |
| (01.04.)1886 | + 2 (Hanau und Linden) | 117    |
| 27.10.1886   | + 1 (Cottbus) | 118    |
| 01.04.1887   | + 2 (Hagen und Spandau) | 120    |
| 01.10.1887   | + 2 (Bonn, Koblenz) | 122    |
| 01.01.1888   | + 2 (München-Gladbach, von 1929 bis 1933 Gladbach-Rheydt, von 1933 bis 1960 M. Gladbach, seitdem Mönchengladbach, und Remscheid) | 124    |
| 01.01.1889   | + 1 (Forchheim) | 125    |
| 01.04.1889   | + 1 (Flensburg) | 126    |
| 01.01.1890   | + 1 (Kulmbach) | 127    |
| 01.04.1890   | + 1 (Beuthen O. S.) | 128    |
| 01.01.1891   | + 1 (Halberstadt) | 129    |
| 01.03.1891   | + 1 (Neu-Ulm) | 130    |
| 01.04.1892   | + 2 (Mühlhausen/Thüringen, Landsberg (Warthe)) | 132    |
| 1893         | + 1 (Rudolstadt) | 133    |
| 22.06.1894   | − 1 (Sankt Pauli, Vorstadt) | 132    |
| 01.04.1896   | + 2 (Solingen, Tilsit) | 134    |
| 27.02.1897   | + 1 (Forst (Lausitz)) | 135    |
| 01.04.1897   | + 2 (Gelsenkirchen, von 1928 bis 1930 Gelsenkirchen-Buer, Gleiwitz) | 137    |
| 01.04.1898   | + 2 (Königshütte O. S., Stolp) | 139    |
| 01.04.1899   | + 5 (Schöneberg, von 1912 bis 1920 Berlin-Schöneberg, Weißenfels und Witten, Kattowitz, Schweidnitz) | 144    |
| 01.05.1899   | + 1 (Rixdorf, von 1912 bis 1920 Neukölln) | 145    |
| 15.05.1899   | + 1 (Oppeln) | 146    |
| 01.01.1900   | + 1 (Graudenz) | 147    |
| 01.04.1900   | + 2 (Altenburg, Thorn) | 149    |
| 01.04.1901   | + 8 (Aschersleben, Hamm, Neumünster, Oberhausen, Recklinghausen, Wandsbek, Zeitz, Stargard) | 157    |
| 01.05.1901   | + 1 (Mülheim am Rhein) | 158    |
| 01.04.1902   | + 1 (Insterburg) | 159    |
| 01.01.1903   | + 1 (Neumarkt in der Oberpfalz) | 160    |
| 24.02.1903   | + 1 (Delmenhorst) | 161    |
| 01.01.1904   | + 1 (Mülheim an der Ruhr) | 162    |
| 01.04.1904   | + 1 (Ratibor) | 163    |
| 01.07.1906   | + 1 (Herne) | 164    |
| 01.01.1907   | + 2 (Plauen und Zwickau) | 166    |
| 01.04.1907   | + 5 (Deutsch-Wilmersdorf, von 1912 bis 1920 Berlin-Wilmersdorf, Iserlohn, Lüdenscheid, Rheydt, Brieg) | 171    |
| 01.01.1908   | + 1 (Bad Kissingen) | 172    |
| 01.04.1908   | + 2 (Eisleben und Lichtenberg) | 174    |
| 01.04.1909   | + 1 (Stendal) | 175    |
| 07.09.1909   | + 1 (Saarbrücken) | 176    |
| 01.01.1910   | + 1 (Landau in der Pfalz) | 177    |
| 01.04.1910   | + 1 (Allenstein) | 178    |
| 01.04.1911   | + 4 (Eberswalde, Herford, Hörde und Quedlinburg) | 182    |
| 01.05.1911   | + 1 (Hamborn) | 183    |
| 01.07.1911   | + 1 (Neisse) | 184    |
| 1912         | + 2 (Arnstadt und Sondershausen) | 186    |
| 01.02.1912   | + 1 (Buer) | 187    |
| 01.04.1913   | + 2 (Greifswald und Neuß) | 189    |
| 01.04.1914   | − 1 (Mülheim am Rhein); + 2 (Naumburg (Saale), Schneidemühl) | 190    |
| 01.01.1915   | + 4 (Bautzen, Freiberg, Meißen und Zittau) | 194    |
| 01.07.1917   | + 1 (Sterkrade) | 195    |
| 01.04.1918   | + (Memel) | 196    |
| 01.01.1919   | + 1 (Weiden in der Oberpfalz) | 197    |
| 01.04.1919   | + 1 (Wilhelmshaven) | 198    |
| 28.05.1919   | + 1 (Rüstringen) | 199    |
| 01.07.1919   | + 1 (Selb) | 200    |
| 01.12.1919   | + 1 (Marktredwitz) | 201    |
| 1920         | − 1 (Linden); + 2 (Lehe und Zella-Mehlis) | 202    |
| 01.01.1920   | + 1 (Schwandorf in Bayern) | 203    |
| 10.01.1920   | - 7 (Bromberg, Danzig, Graudenz, Metz, Posen, Straßburg, Thorn) Abtretung aufgrund des Versailler Vertrages an Frankreich, Polen und an Freie Stadt Danzig unter Völkerbundsverwaltung | 196    |
| 15.02.1920   | - 1 (Memel) Abtretung unter französischem Protektorat | 195    |
| 01.03.1920   | + 7 (Frankenthal (Pfalz), Kaiserslautern, Ludwigshafen am Rhein, Neustadt an der Haardt, 1936 bis 1945 und seit 1950 Neustadt an der Weinstraße, Pirmasens, Speyer und Zweibrücken) | 202    |
| 01.04.1920   | + 1 (Glogau) | 203    |
| 01.05.1920   | + 1 (Kolberg) | 204    |
| 01.07.1920   | − 1 (Königsberg in Franken) | 203    |
| 01.10.1920   | − 7 (Berlin-Schöneberg, bis 1912 Schöneberg, Berlin-Wilmersdorf, bis 1912 Deutsch-Wilmersdorf, Charlottenburg, Lichtenberg, Neukölln, bis 1912 Rixdorf, Saarbrücken und Spandau) | 196    |
| 1921         | + 1 (Schötmar) | 197    |
| 01.01.1921   | + 2 (Bottrop und Gladbeck) | 199    |
| 15.01.1921   | + 1 (Merseburg) | 200    |
| 01.04.1921   | + 4 (Güstrow, Rostock, Schwerin und Wismar) | 204    |
| 19.06.1921   | - 1 ( Königshütte O. S.) Abtretung an Polen | 203    |
| 01.01.1922   | + 1 (Osterfeld); - 1 (Kattowitz) Abtretung an Polen | 203    |
| 01.02.1922   | + 1 (Lindau (Bodensee)) | 204    |
| 01.04.1922   | + 4 (Geestemünde, Goslar und Wittenberg, Hirschberg i. Riesengebirge) | 208    |
| 01.08.1922   | + 1 (Wittenberge) | 209    |
| 01.10.1922   | − 5 (Ohrdruf, Rudolstadt, Sondershausen, Waltershausen und Zella-Mehlis); + 6 (Apolda, Eisenach, Gera, Greiz, Jena und Weimar) | 210    |
| 01.03.1923   | + 1 (Siegen) | 211    |
| 01.04.1923   | + 2 (Hameln, Köslin) | 213    |
| 01.09.1923   | + 1 (Bocholt) | 214    |
| 02.01.1924   | + 3 (Bergedorf, Cuxhaven und Geesthacht) | 217    |
| 01.04.1924   | + 8 (Döbeln, Freital, Glauchau, Meerane, Mittweida, Pirna, Reichenbach im Vogtland und Wurzen) | 225    |
| 01.06.1924   | + 1 (Burg) | 226    |
| 30.06.1924   | + 1 (Aue) | 227    |
| 01.07.1924   | + 4 (Crimmitschau, Radebeul, Riesa und Werdau) | 231    |
| 01.11.1924   | − 2 (Geestemünde und Lehe); + 1 (Wesermünde, seit 1947 Bremerhaven) | 230    |
| 01.04.1925   | + 1 (Braunschweig) | 231    |
| 01.07.1925   | + 1 (Rathenow) | 232    |
| 1926         | + 1 (Oerlinghausen) | 233    |
| 01.04.1926   | + 2 (Wanne-Eickel und Wattenscheid) | 235    |
| 23.09.1926   | + 1 (Zella-Mehlis) | 236    |
| 01.01.1927   | + 1 (Hindenburg O. S.) | 237    |
| 01.04.1927   | + 1 (Fulda) | 238    |
| 01.07.1927   | − 2 (Harburg und Wilhelmsburg); + 1 (Harburg-Wilhelmsburg) | 237    |
| 01.04.1928   | − 2 (Buer und Hörde); + 2 (Castrop-Rauxel und Lünen) | 237    |
| 01.04.1929   | + 2 (Bad Reichenhall und Marburg) | 239    |
| 01.08.1929   | − 6 (Barmen, Elberfeld, Hamborn, Osterfeld, Rheydt und Sterkrade); + 2 (Barmen-Elberfeld, seit 1930 Wuppertal, und Viersen) | 235    |
| 01.04.1932   | - 7 (Lage, Horn, Blomberg, Schwalenberg, Barntrup, Schötmar und Oerlinghausen) | 228    |
| 13.04.1933   | + 2 (Bernburg (Saale), Dessau, seit 2007 Dessau-Roßlau) | 230    |
| 27.04.1933   | − 2 (Jever und Varel) | 228    |
| 01.08.1933   | + 1 (Rheydt) | 229    |
| 01.04.1934   | − 5 (Bückeburg, Stadthagen, Detmold, Lemgo, Bad Salzuflen) | 224    |
| 01.08.1934   | + 1 (Köthen) | 225    |
| 01.03.1935   | + 1 (Saarbrücken) | 226    |
| 25.03.1935   | + 1 (Zerbst) | 227    |
| 01.04.1935   | + 2 (Neubrandenburg und Neustrelitz) | 229    |
| 24.09.1936   | − 1 (Zella-Mehlis) | 228    |
| 01.04.1937   | − 2 (Geesthacht und Rüstringen) | 226    |
| 13.03.1938   | + 10 (Graz, Innsbruck, Klagenfurt, Krems an der Donau, Linz, Salzburg, Sankt Pölten, Steyr, Wien, Wiener Neustadt: Anschluss Österreichs an das Deutsche Reich) | 236    |
| 01.04.1938   | − 5 (Altona, Bergedorf, Harburg-Wilhelmsburg, Vegesack und Wandsbek) | 231    |
| 01.10.1938   | + 2 (Heilbronn und Ulm) | 233    |
| 09.10.1938   | + 1 (Aussig) Annexion durch das Deutsche Reich | 234    |
| 10.10.1938   | + 1 (Troppau) Annexion durch das Deutsche Reich | 235    |
| 01.11.1938   | + 5 (Darmstadt, Gießen, Mainz, Offenbach am Main und Worms) | 240    |
| 20.11.1938   | + 1 (Reichenberg) | 241    |
| 22.03.1939   | + 1 (Memel) Annexion durch das Deutsche Reich | 242    |
| 01.05.1939   | + 2 ( Eger, Karlsbad) | 244    |
| 29.06.1939   | + 7 (Baden-Baden, Freiburg im Breisgau, Heidelberg, Karlsruhe, Konstanz, Mannheim und Pforzheim) | 251    |
| 26.10.1939   | + 14 (Bromberg, Danzig, Gnesen, Gotenhafen, Graudenz, Hohensalza, Kalisch, Kattowitz, Königshütte O. S., Leslau, Litzmannstadt, Posen, Thorn, Zoppot) Annexion durch das Deutsche Reich | 265    |
| 01.11.1939   | − 1 (Bremerhaven) | 264    |
| 1940         | − 2 (Neubrandenburg und Neustrelitz) | 262    |
| 01.04.1940   | − 30 (Bad Kissingen, Bad Reichenhall, Deggendorf, Dillingen an der Donau, Dinkelsbühl, Donauwörth, Eichstätt, Forchheim, Freising, Günzburg, Kaufbeuren, Kitzingen, Kulmbach, Landau in der Pfalz, Landsberg am Lech, Lindau (Bodensee), Marktredwitz, Memmingen, Neuburg an der Donau, Neumarkt in der Oberpfalz, Neustadt bei Coburg, Neu-Ulm, Nördlingen, Rodach bei Coburg, Rothenburg ob der Tauber, Schwabach, Schwandorf in Bayern, Selb, Traunstein und Weißenburg in Bayern) | 232    |
| 01.04.1942   | + 1 (Watenstedt-Salzgitter, seit 1951 Salzgitter) | 233    |
| 1945         | - 28 (Aussig, Bromberg, Danzig, Eger, Gnesen, Graudenz, Graz, Hohensalza, Innsbruck, Kalisch, Karlsbad, Kattowitz, Königshütte O. S., Klagenfurt, Krems an der Donau, Linz, Litzmannstadt, Memel, Posen, Reichenberg, Salzburg, Sankt Pölten, Steyr, Thorn, Troppau, Wien, Wiener Neustadt, Zoppot) Abtretung annektierter Gebiete | 205    |
| 1945         | - 23 (Allenstein, Beuthen O. S., Breslau, Brieg, Elbing, Gleiwitz, Hindenburg O. S., Hirschberg i. Riesengebirge, Insterburg, Königsberg (Preußen), Köslin, Kolberg, Landsberg (Warthe), Liegnitz, Neisse, Oppeln, Ratibor, Schneidemühl, Schweidnitz, Stargard, Stettin, Stolp, Tilsit) unter sowjetischer und polnischer Verwaltung im Potsdamer Abkommen vom 02.08.1945 | 182    |
| 20.10.1945   | + 1 (Kulmbach) | 183    |
| 1946         | − 17 (Aue, Bautzen, Crimmitschau, Döbeln, Freiberg, Freital, Glauchau, Meerane, Meißen, Mittweida, Pirna, Radebeul, Reichenbach im Vogtland, Riesa, Werdau, Wurzen und Zittau); | 166    |
| 08.02.1946   | + 1 (Freising) | 167    |
| 16.02.1946   | − 1 (Saarbrücken) | 166    |
| 01.04.1946   | + 1 (Selb) | 167    |
| 07.06.1946   | + 1 (Neustadt bei Coburg) | 168    |
| 01.04.1948   | + 18 (Bad Kissingen, Bad Reichenhall, Deggendorf, Dillingen an der Donau, Eichstätt, Forchheim, Kaufbeuren, Kitzingen, Landsberg am Lech, Marktredwitz, Memmingen, Neuburg an der Donau, Neu-Ulm, Nördlingen, Rothenburg ob der Tauber, Schwabach, Schwandorf in Bayern und Traunstein) | 186    |
| 25.09.1948   | + 1 (Lindau (Bodensee)) | 187    |
| 23.03.1949   | + 1 (Landau in der Pfalz) | 188    |
| 01.04.1949   | + 3 (Günzburg, Neumarkt in der Oberpfalz und Weißenburg in Bayern) | 191    |
| 01.07.1950   | − 31 (Altenburg, Apolda, Arnstadt, Aschersleben, Bernburg (Saale), Burg, Cottbus, Eberswalde, Eisenach, Eisleben, Forst (Lausitz), Gotha, Greifswald, Greiz, Guben, Güstrow, Köthen, Merseburg, Mühlhausen/Thüringen, Naumburg (Saale), Nordhausen, Quedlinburg, Rathenow, Salzwedel, Schönebeck, Stendal, Weißenfels, Wittenberg, Wittenberge, Zeitz und Zerbst) | 160    |
| 01.10.1951   | + 1 (Wolfsburg) | 161    |
| 17.12.1951   | + 2 (Johanngeorgenstadt und Schneeberg) | 163    |
| 25.07.1952   | − 1 (Halberstadt) | 162    |
| 01.02.1953   | + 1 (Stalinstadt) | 163    |
| 01.10.1953   | − 1 (Konstanz) | 162    |
| 01.03.1954   | + 1 (Cottbus) | 163    |
| 01.04.1955   | + 1 (Leverkusen) | 164    |
| 01.01.1957   | + 1 (Saarbrücken) | 165    |
| 20.06.1957   | − 1 (Johanngeorgenstadt) | 164    |
| 23.11.1958   | − 1 (Schneeberg) | 163    |
| 17.09.1961   | + 1 (Schwedt/Oder) | 164    |
| 13.11.1961   | − 1 (Stalinstadt); + 1 (Eisenhüttenstadt) | 164    |
| 04.07.1964   | − 1 (Göttingen) | 163    |
| 01.07.1966   | − 1 (Siegen) | 162    |
| 12.05.1967   | + 2 (Halle-Neustadt, Suhl) | 164    |
| 01.01.1969   | − 2 (Herford und Lüdenscheid); + 1 (Neubrandenburg) | 163    |
| 01.01.1970   | − 1 (Viersen) | 162    |
| 01.07.1972   | − 24 (Bad Kissingen, Bad Reichenhall, Deggendorf, Dillingen an der Donau, Eichstätt, Forchheim, Freising, Goslar, Günzburg, Kitzingen, Kulmbach, Landsberg am Lech, Lindau (Bodensee), Marktredwitz, Neuburg an der Donau, Neumarkt in der Oberpfalz, Neustadt bei Coburg, Neu-Ulm, Nördlingen, Rothenburg ob der Tauber, Schwandorf in Bayern, Selb, Traunstein und Weißenburg in Bayern)                                                                                            | 138    |
| 01.01.1973   | − 2 (Celle und Hameln) | 136    |
| 01.01.1974   | − 1 (Saarbrücken); + 1 (Greifswald) | 136    |
| 01.03.1974   | − 2 (Hildesheim und Lüneburg) | 134    |
| 01.07.1974   | − 3 (Fulda, Hanau und Marburg an der Lahn) | 131    |
| 01.01.1975   | − 11 (Bocholt, Castrop-Rauxel, Gladbeck, Iserlohn, Lünen, Neuss, Recklinghausen, Rheydt, Wanne-Eickel, Wattenscheid und Witten) | 120    |
| 06.12.1975   | + 1 (Gladbeck) | 121    |
| 01.07.1976   | − 1 (Gladbeck) | 120    |
| 01.01.1977   | − 1 (Gießen); + 1 (Lahn) | 120    |
| 01.08.1977   | − 1 (Cuxhaven) | 119    |
| 01.08.1979   | − 1 (Lahn) | 118    |
| 06.05.1990   | − 1 (Halle-Neustadt) | 117    |
| 06.12.1993   | − 2 (Eisenhüttenstadt und Schwedt/Oder) | 115    |
| 01.01.1996   | + 1 (Hoyerswerda) | 116    |
| 01.01.1998   | + 1 (Eisenach) | 117    |
| 01.11.2001   | − 1 (Hannover) | 116    |
| 01.08.2008   | − 4 (Görlitz, Hoyerswerda, Plauen und Zwickau) | 112    |
| 21.10.2009   | − 1 (Aachen) (teilweise) | 111    |
| 04.09.2011   | − 4 (Greifswald, Neubrandenburg, Stralsund und Wismar) | 107    |
| 01.07.2021   | - 1 (Eisenach) | 106    |